# Storm Is Coming
Storm Is Coming is het tweede album van de Roosendaalse band Otis. Het album werd eind 2008 en begin 2009 opgenomen bij Studio 195 in Wernhout door Patrick Delabie. De illustratie op de albumhoes is gemaakt door Nozzman. Het album werd in juli 2009 uitgebracht door Black Death Records.

## Nummers
1. Two-Headed Giant
2. The More Flesh It Shows The Higher Up The Ladder It Goes
3. Drunken Boat
4. One Year From Now
5. Not Impressed By Your Gaping Wound
6. Murat Reis The Younger
7. Storm Is Coming
8. Cast The First Stone
9. Sinking Ship